# Kabardiner (Pferd)
Der Kabardiner ist ein elegantes Gebirgspferd aus dem Kaukasus, das dort immer noch von der Landbevölkerung intensiv genutzt wird und heute in Westeuropa viele Freunde unter Freizeit-, Wander- und vor allem auch Distanzreitern findet. Er zeichnet sich besonders durch seine Trittsicherheit, Ausdauer und Nervenstärke aus und hat seinen Namen vom Volk der Kabardiner, einem Stamm der Tscherkessen.
Hintergrundinformationen zur Pferdebewertung und -zucht finden sich unter: Exterieur, Interieur und Pferdezucht.

## Exterieur
Der Kabardiner ist ein elegantes Robustpferd und ideal auf seinen Zuchtzweck ausgerichtet. Die Beinstellung ist leicht säbelbeinig, was – in Kombination mit einer gut bemuskelten, abgeschlagenen Kruppe – zu einem sicheren Gang auch in schwierigstem Gelände führt und eine evolutionäre Anpassung an sein Einsatzgebiet ist. Der Kopf ist lang mit leichtem Ramsprofil, trocken und edel. Die langen Ohren haben häufig nach innen gebogene Spitzen. Mähne und Schweif sind voll. Das Auge ist klar und wach, der Hals von mittlerer Länge, gut angesetzt und bemuskelt. Die Brusttiefe ist gut, der Rücken mittellang und die Hufe fest und korrekt. Der Röhrbeinumfang beträgt 18 bis 21 Zentimeter. Stuten haben ein Stockmaß von 148 bis 156 cm, Hengste von 150 bis 158 cm. An Fellfarben sind Braun, Dunkelbraun, Schwarzbraun und Rappe vertreten, Schimmel sind selten. Abzeichen gibt es wenig.

## Interieur
Der Kabardiner ist berühmt für seine Härte und seinen Orientierungssinn, die ihre Basis darin haben, dass er in erster Linie von Hirten und Jägern im Gebirge eingesetzt wurde. Als typisches Gebirgspferd ist er scheufrei und sehr nervenstark. Er ist besonders interessant für das Distanz- und Wanderreiten, aber auch für viele andere Pferdesportarten, wie Dressur, Springen, Vielseitigkeit, Western oder Fahren.
Der Bewegungsablauf ist energisch und raumgreifend, die Grundgangarten aber eher flach (höhere Aktion ist jedoch kein Mangel) mit Antritt und Schub aus der Hinterhand und hoher Trittsicherheit. Tölt und Pass können auftreten.
Der Kabardiner gilt als leistungsbereit, genügsam, robust, fruchtbar, von gutem Orientierungsvermögen und hoher Regenerationsfähigkeit, sowie als leichtfuttrig.

## Zuchtgeschichte
Die Rasse geht vermutlich bis in das 12. Jahrhundert zurück. Bereits aus dieser Zeit belegen tscherkessische Brandzeichen die dortige Pferdezucht des Tscherkessenpferdes, das heute als Kabardiner Pferd bekannt ist. Die Wurzeln für die Pferderasse liegen – wie vermutlich bei allen Rassen aus dieser Zeit – beim persischen und arabischen Pferd. Aber auch Turkmene sowie Nogaier und mongolische Steppenpferde sind sicherlich in den Ahnenreihen vertreten.
Die Zucht war familienorientiert, d. h. jeder Fürst hatte seine eigene Zucht und sein eigenes Brandzeichen, eine übergeordnete Regelung war nicht vorhanden. Dies änderte sich ca. um 1900. Ein erstes staatliches Stutbuch wurde aufgelegt und eine gezielte Zucht mit einer übergreifenden Rassebeschreibung und Zuchtzielen wurde festgelegt. Zu dieser Zeit wurde auch begonnen Englisches Vollblut in die Rasse einzukreuzen mit dem Ziel, die Rasse etwas leichter und eleganter zu machen sowie die Geschwindigkeit zu erhöhen. Zu dieser Zeit wurde ein nur geringer Vollblutanteil angestrebt, der ca. 5–10 % im Rassemittel erreichen sollte.
Etwa um 1960 wurde dann die Einkreuzung von englischem Vollblut verstärkt und dadurch ein neuer Kabardiner-Typ geschaffen, der Anglo-Kabardiner. Man definiert diesen für eine Kreuzung aus Kabardiner und Englischem Vollblut mit einem Vollblutanteil von mehr als 12,5 % (Stutbuch VI) (ab 25 % Stutbuch V). Ziel hierbei war ein schnelleres Pferd zu erhalten, das für die populären Flachrennen konkurrenzfähig ist – vor allem bei den größeren Distanzen von 2 bis 5 km.
Generell hat englisches Vollblut deutliche Spuren in der gesamten Rasse – nicht nur in Form des Anglo-Kabardiners – hinterlassen. So finden sich heute in fast allen Abstammungen ca. 5 % Vollblut-Anteile – wie um 1900 als Ziel geplant. Das Ergebnis ist, dass der urtümliche deutlich schwerere und eher kleinere Kabardiner-Typ heute nur noch selten zu finden ist. Die Kabardinerrasse an sich wurde dadurch etwas eleganter.
Nach dem Zusammenbruch der Sowjetunion endete auch die Dokumentation des Kabardiner Pferdes in Form einer staatlich organisierten Zucht. Nur auf privater und lokaler Basis wurden Dokumentationen weiter geführt. Viele Pferde landeten in Schlachtviehtransporten und die Zucht war stark rückläufig. Nur dem Einsatz von Liebhabern ist es zu verdanken, dass heute noch über 4000 Pferde im Kaukasus zu finden sind, dabei viele, die aus den großen Landgestüten gerettet wurden, bzw. von diesen abstammen.
Im Jahr 2007 wurde dann wieder begonnen ein neues staatliches Stutbuch zu gründen, beruhend auf Initianten im Kaukasus, sowie unterstützt durch eine europäische Initiative „Freunde und Förderer des Kabardiner Pferdes e. V.“, sowie vor allem durch die Teilautonome Republik Kabardino-Balkarien und ihren Präsident Arsen Baschirowitsch Kanokow. Unter Leitung des allstaatlichen Stutbuches Russlands (VNIIK) wurde eine Neu-Registrierung durchgeführt, sowohl im Kaukasus, als auch in Europa. Das 6. Stutbuch erschien in Russland im September 2008. In Europa erfolgt die entsprechende Eintragung und züchterische Betreuung aktuell durch den Bayerischen Zuchtverband für Kleinpferde und Spezialpferderassen.
Der Kabardiner hat auch an der Entstehung des Terskers mitgewirkt, ein Großteil der Gründerstuten waren Stuten der Kabardiner Rasse.

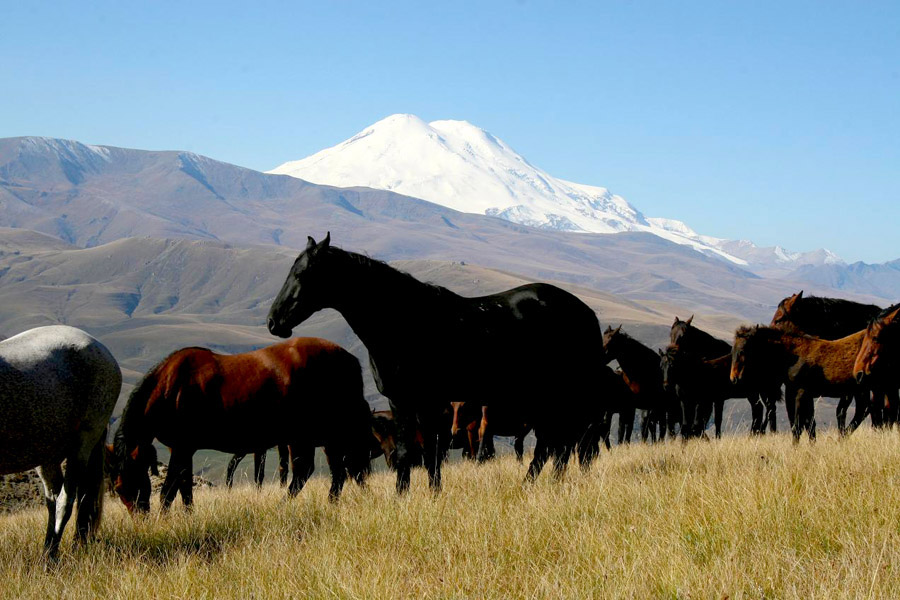
Traditionelle Kabardinerhaltung als Robustpferd im Herdenverband auf den Hochalmen im Kaukasus. Im Hintergrund der Elbrus.

Die Kabardiner werden vor allem im nördlichen Kaukasus und in angrenzenden Regionen gezüchtet und haben und hatten Einfluss auf viele Pferderassen rund ums südliche Mittelmeer und das Schwarze Meer. Den Großteil des Jahres, auch im Winter, weiden sie auch heute noch im natürlichen Herdenverband auf Wiesen in Höhen bis 3000 Meter in Sichtweite des Elbrus.
Im Ursprungsgebiet wurden und werden Kabardiner als Reit- und Lasttiere eingesetzt. Vor allem der Grenzschutz im Hochgebirge (Saumpferde), aber auch die täglichen Besorgungen und Besuche werden im Kaukasus zu Pferd erledigt. Besonders intensiv ist der Einsatz für Hirten, die die Herden im Hochgebirge begleiten.

## Verbreitung und Einsatz in Deutschland/Westeuropa
In Deutschland gibt es 2013 ca. 400 Pferde der Kabardiner Rasse, wobei der Großteil importierte Pferde aus dem Kaukasus sind. Züchterisch werden nur wenige der Pferde genutzt, so sind nur 4 gekörte Hengste im Deckeinsatz und nur etwa 30 Stuten in Zuchtverbänden eingetragen. Dennoch gibt es eine kleine, stabile und qualitätvolle Zucht mit teilweise sehr guten Fohlen (2012: 8 Fohlen, davon 4 Prämienfohlen und 2 Goldprämienfohlen).
Die Kabardiner werden in Westeuropa zu gut 90 % als Freizeitpferde eingesetzt, häufig von Wanderreitern für lange Ritte. Ein geringer Anteil der Kabardiner ist auch sportlich aktiv und zwar großteils im Distanzreiten oder in Working Equitation. Im Distanzsport zeigen sich deutliche Erfolge der Rasse ab und sie entwickeln sich neben dem Araber zu der zweitstärksten Rasse in diesem Sport.
Einige Erfolge im Distanzsport
- 2012: 1. Platz Bayerncup
- 2011: 1. Platz CEI* 80 km Schweiz, 3. Platz CEI** 120 km Gartow, 1. Platz Bayerncup
- 2008: 1. Platz bei Central European Endurance Topolczianky über 160 km
- 2006: 1. Platz bei Südwestdeutschland International über 160 km
- 2005: 16. Platz bei der Weltmeisterschaft in Dubai, 14. Platz beim Testritt zur WM 2006
- 2004: 2. Platz bei der Deutschen Meisterschaft